# Benedict Arnold
Benedict Arnold (Norwich, 14 gennaio 1741 – Londra, 14 giugno 1801) è stato un generale statunitense durante la guerra d'indipendenza che nel 1780 rinnegò la causa rivoluzionaria, passando nel campo britannico, diventando uno tra i personaggi più noti e controversi della Rivoluzione americana.
Combattente valoroso e aggressivo, Arnold si dimostrò nei primi anni della guerra un comandante abile e determinato dando un contributo decisivo ai successi dell'esercito continentale soprattutto durante la campagna di Saratoga che fu vinta dai ribelli in gran parte per merito suo. Nonostante il brillante servizio, Benedict Arnold, ambizioso e polemico, entrò in conflitto con i suoi colleghi e decise infine di tradire la causa indipendentista e di passare nell'esercito britannico, guidando negli ultimi anni di guerra le truppe lealiste in Virginia e mostrando grande animosità verso i suoi vecchi compagni d'armi.

## Biografia
Era il secondo dei sei figli di Benedict Arnold III e di Hannah Waterman.

### I primi anni
Pronipote di uno dei primi abitanti del Rhode Island e nipote di un governatore, Benedict Arnold, il terzo della famiglia con quel nome, nacque nell'attuale Connecticut nel 1741. All'età di quindici anni scappò di casa per arruolarsi nell'esercito ed andare a combattere contro i francesi. Si fece subito notare per il suo coraggio, ma si rivelò anche la sua impulsività e l'intolleranza per la disciplina che lo spinse a disertare per fare ritorno a casa. Ormai alla soglia dei vent'anni trovò un impiego presso un negozio, ma presto lo abbandonò per mettersi in proprio; il progetto ebbe successo e grazie ad un accordo con la Compagnia delle Indie i suoi guadagni crebbero sensibilmente.

### Eroe della Guerra d'indipendenza
Quando nel 1775 la notizia della battaglia di Lexington arriva a New Haven, Arnold era capitano delle guardie del governatore e con i suoi 60 uomini ottenne il permesso di dirigersi verso Boston. Arrivato là, per le sue idee su come conquistare importanti posizioni nemiche e per la sua irruente decisione, venne promosso colonnello.
Arnold dimostrò subito la sua energia e combattività giungendo di propria iniziativa davanti a Fort Ticonderoga dove si trovavano già i Green Mountain Boys di Ethan Allen; egli pretese di assumere il comando affermando di avere precise disposizioni in questo senso da parte della colonia del Massachusetts. Arnold entrò immediatamente in contrasto con Allen che non era disposto a lasciare la direzione dell'attacco al forte; alla fine fu il capo dei Green Mountain Boys che si assunse il merito di aver costretto alla resa la piccola guarnigione britannica mentre Arnold partecipò all'impresa solo alla guida delle sue milizie; egli cercò ugualmente di presentarsi come il vero conquistatore di Fort Ticonderoga e fece pressioni per ricevere il comando del settore settentrionale della guerra.

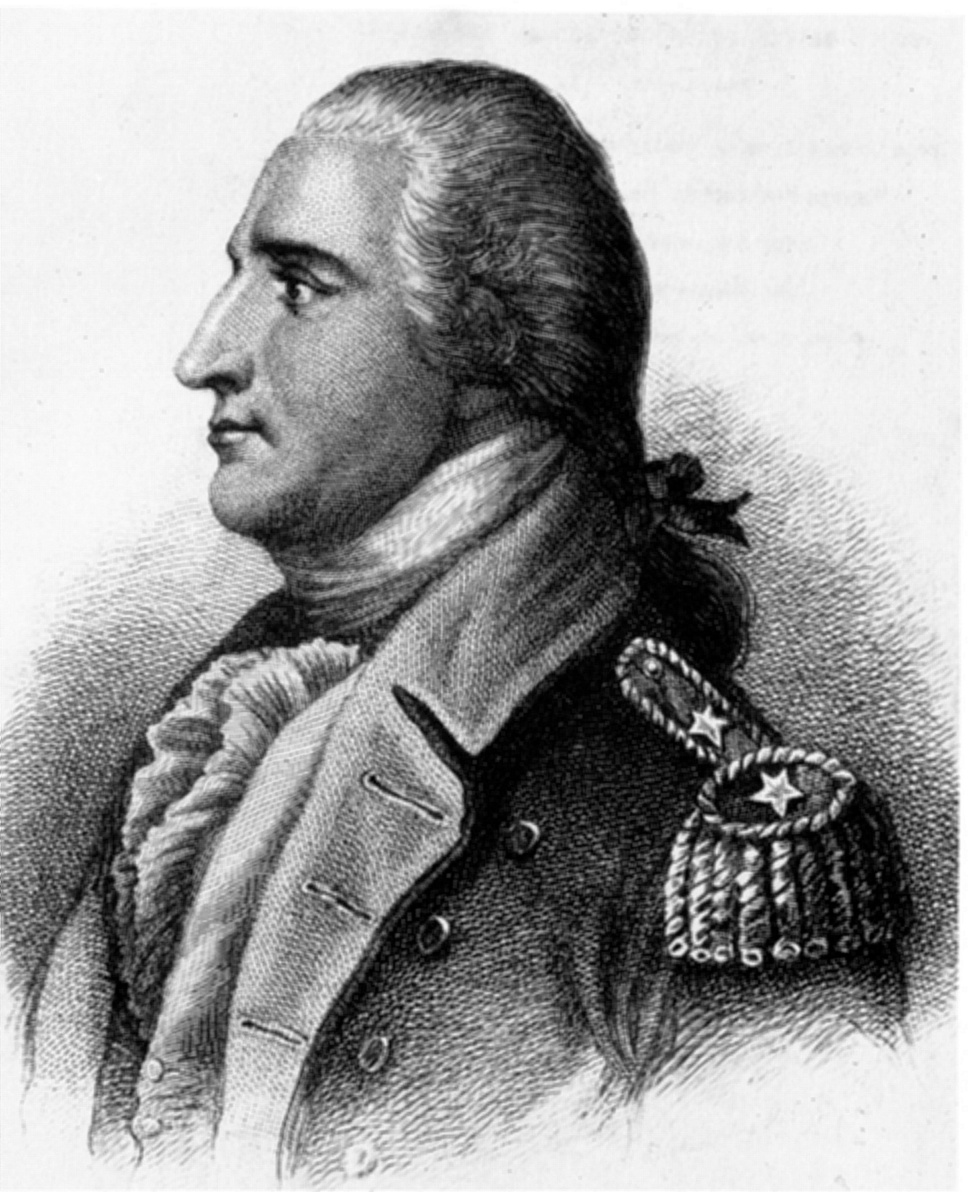
Benedict Arnold.

Nel giugno del 1775, durante la pianificazione dell'invasione del Canada, Arnold riuscì a farsi assegnare dal generale George Washington il comando di un corpo di circa 1.000 uomini per effettuare una difficile marcia verso il Québec passando per le montagne selvagge del Maine. Il percorso scelto da Arnold sembrava assolutamente impraticabile ma egli condusse l'operazione con grande determinazione e la spedizione raggiunse il suo obiettivo dopo una marcia estenuante e micidiale in un territorio boscoso per 350 miglia che costò la vita a circa il 40% della forza iniziale; infatti solo circa 600 uomini estremamente provati erano ancora con Arnold quando la spedizione arrivò a Québec City.
L'attacco alla città, sferrato da Arnold nonostante la debolezza delle sue forze, non ebbe successo e fallì anche l'offensiva contemporanea del generale Richard Montgomery che cadde sul campo; Arnold venne gravemente ferito a una gamba, ma assunse il comando al posto di Montgomery e cercò di controllare la situazione. Alla fine, dopo aver mantenuto l'assedio di Québec fino alla primavera 1776, decise la ritirata con i superstiti della spedizione che evacuarono il Canada e ripiegarono lungo la valle dell'Hudson. Dopo essere riuscito a salvare il resto delle sue truppe ed a completare la ritirata, nella seconda metà del 1776 Arnold, rimasto al comando del settore settentrionale, organizzò con grande abilità ed energia una piccola flotta da guerra per contrastare le navi britanniche sul lago Champlain e proteggere gli accessi al Fort Ticonderoga. La flotta del governatore britannico Guy Carleton era molto più potente e la battaglia di Valcour Bay terminò con la sconfitta della flottiglia americana, ma Arnold, che rischiò la vita durante l'impari scontro lacustre, riuscì a guadagnare tempo e impedì l'ulteriore avanzata nemica; Fort Ticonderoga rimase in mani americane e Carleton si ritirò alla vigilia dell'inverno.
Dopo queste battaglie, alcune vinte e altre perse, Arnold dovette subire un processo per estorsione ai danni dei civili, e venne assolto, ma questa causa fu la prima di una serie di malevoli dicerie che lo riguarderanno. Nell'esercito si stava intanto formando una fazione avversa al generale Washington e poiché Arnold gli era vicino, i dissidenti pensarono che colpire gli amici intimi del comandante in capo avrebbe potuto minarne la credibilità. Nel 1777 ebbe luogo l'atto più significativo di questa sottile persecuzione nei confronti di Arnold: nonostante i suoi meriti militari e il suo coraggio egli perse la nomina a maggior-generale, che andò invece ad altri uomini più giovani, meno esperti e politicamente allineati.
Mentre era a Filadelfia a perorare la propria causa, George Washington sollecitò il suo ritorno in servizio sul campo nel teatro settentrionale della guerra dove era iniziata l'invasione della valle dell'Hudson da parte dei britannici. In questa difficile e decisiva campagna Benedict Arnold inizialmente diresse con abilità la difesa di Fort Stanwix, quindi diede di nuovo prova di grande coraggio e combattività nella battaglia di Saratoga, contribuendo in modo determinante alla vittoria americana. Dopo la battaglia del 19 settembre egli era entrato in contrasto con il comandante in capo, generale Horatio Gates, ed era stato destituito dal comando ma durante i combattimenti a Bemis Heights del 7 ottobre, Arnold ritornò di propria iniziativa sul campo di battaglia e guidò dalla prima linea l'assalto decisivo alle fortificazioni anglo-tedesche con i suoi soldati del Massachusetts e del New Hampshire; nel momento culminante, mentre i soldati facevano irruzione nella ridotta nemica, venne gravemente ferito alla stessa gamba che era stata già colpita a Québec due anni prima.
La grave ferita lo tenne lontano dal fronte e questo lo portò ad avvicinarsi al gruppo dei Tory che stava ottenendo a Filadelfia consensi sempre più larghi, specie in chi non aveva approvato la nuova alleanza con la Francia. Nel 1778 Arnold si fidanzò con una giovane di simpatie lealiste, Peggy Shippen, e, cambiando il proprio stile di vita, nonostante avesse avuto tre figli dal primo matrimonio, iniziò a vivere in modo dispendioso, accumulando diversi debiti.

### Il tradimento
L'anno successivo, ancora in precarie condizioni fisiche a causa delle sue ferite, ricevette il comando della guarnigione di Filadelfia dopo che era stata evacuata dai britannici nella primavera del 1778; in questa fase sembra che Arnold non abbia mancato di esercitare il comando ricorrendo alla prevaricazione, all'autoritarismo e alla corruzione; entrò quindi in contrasto con i due più influenti politici locali, Timothy Matlack e Joseph Reed. Per controbattere le loro accuse di comportamenti illegali, egli decise di affrontare un processo davanti alla corte marziale che raccomandò a Washington, comandante in capo, una dura ammonizione; tuttavia questi era fermamente convinto che Arnold fosse perseguitato e gli offrì, di fatto, una promozione e il comando di una divisione dell'esercito continentale; ma Arnold, ancora irritato per la precedente lunga attesa, sdegnosamente rifiutò.

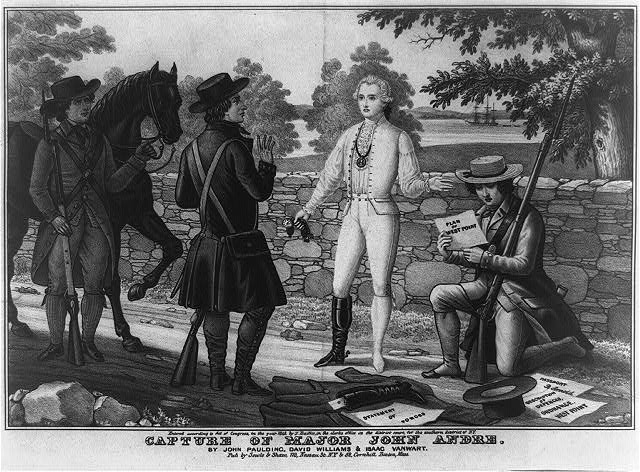
La cattura del maggiore John André con i documenti che svelarono il tradimento di Arnold.

Pare certo che già a maggio 1780, prima ancora che si aprisse la corte marziale, Arnold, estremamente irritato per gli attacchi subiti, fosse entrato in contatto in segreto con l'alto comando britannico, offrendo la propria collaborazione in cambio di una cospicua somma di denaro. La nuova moglie Peggy Shippen svolse un ruolo cruciale, prendendo i contatti iniziali con i britannici tramite il maggiore John André, uno dei più importanti collaboratori del generale Henry Clinton e in precedenza amico intimo della Shippen durante l'occupazione di Filadelfia. Clinton inizialmente non sembrò dare molta importanza alle sensazionali offerte di uno dei più famosi generali americani, ma la situazione cambiò quando Arnold ottenne nell'agosto 1780, su sua richiesta, il comando della fortezza di West Point che, sbarrando l'accesso meridionale alla valle del fiume Hudson, aveva una grande importanza difensiva per lo schieramento americano intorno a New York.
Arnold e André da questo momento intensificarono i loro contatti e il generale fornì informazioni dettagliate sulle postazioni difensive di West Point che egli intendeva cedere ai britannici in cambio di 20.000 sterline; sembra che Arnold abbia dato ad André anche notizie sugli spostamenti di Washington e che siano stati studiati progetti per catturare il comandante in capo americano. I piani di Arnold fallirono nell'ottobre 1780: il maggiore André venne catturato casualmente da miliziani americani sbandati impegnati soprattutto a rubare; nella perquisizione dell'ufficiale vennero ritrovati i documenti compromettenti che svelavano il tradimento del generale e i suoi progetti di cedere West Point al nemico. Arnold riuscì ad evitare la cattura per ritardi nella trasmissione delle informazioni all'alto comando americano; mentre il generale Washington, ancora incredulo, si recava a West Point per incontrarlo, egli, dopo aver appreso della cattura di André, riuscì ad allontanarsi all'ultimo momento fuggendo su una barca a remi lungo il fiume fino a raggiungere una nave britannica, mettendosi così in salvo.
La notizia del tradimento di Arnold suscitò enorme emozione nelle Colonie Americane; venendo dopo la destituzione per incapacità del generale Horatio Gates e il deferimento alla corte marziale per indisciplina del generale Charles Lee, sembrava confermare la profonda crisi morale dell'esercito continentale e dell'intero movimento rivoluzionario. Washington, furibondo e indignato per il tradimento, ordinò e fece eseguire senza esitazioni l'impiccagione come spia del maggiore André; inoltre mise una taglia sulla testa di Arnold che egli avrebbe voluto catturare a tutti i costi e "fare a pezzi".
Arnold tuttavia evitò la vendetta di Washington e, giunto a New York, entrò a far parte delle truppe britanniche. Gli venne riconosciuto il grado di Brigadiere generale dell'esercito britannico e ricevette una somma forfettaria di 6.000 sterline, cui si aggiunse una pensione annua di 360 sterline.
Durante il suo periodo di comando nell'esercito britannico dimostrò, pur non essendo supportato dagli alti comandi, ancora una volta la sua abilità tattica, la sua determinazione e il suo coraggio; alla testa di piccoli reparti, principalmente costituiti da lealisti, sconfisse ripetutamente le truppe americane sia in Virginia che nel Connecticut. In Virginia collaborò con il generale Charles Cornwallis e giunse fino alla capitale dello stato Richmond che fece incendiare; intralciato dagli alti comandi britannici che non sembravano mostrare molta fiducia in lui, venne richiamato a New York nonostante i suoi successi e non fu presente alla resa di Yorktown. Secondo diversi storici Arnold durante il suo breve periodo di servizio nelle file britanniche si rivelò in pratica "il migliore di tutti i generali inglesi che parteciparono alla guerra". In questa fase tuttavia egli si comportò in modo violento e brutale, dimostrando odio verso i suoi vecchi compagni d'armi; le sue truppe devastarono città e villaggi, come a New London nel Connecticut nel settembre 1781, ed eseguirono spietate rappresaglie contro la popolazione e i prigionieri.

### Gli ultimi anni
Nell'inverno del 1782, Arnold si trasferì a Londra con la seconda moglie, Margaret Peggy Shippen. Venne ricevuto cordialmente da re Giorgio III e dal partito Tory ma sembra incontrasse l'ostilità del partito Whig. Nel 1787 riprese l'attività mercantile con i figli Richard ed Henry a Saint John in Canada, ma nel 1791 rientrò definitivamente a Londra. Alla sua morte venne sepolto nella chiesa di Santa Maria, nel sobborgo londinese di Battersea.

## Matrimoni e discendenza

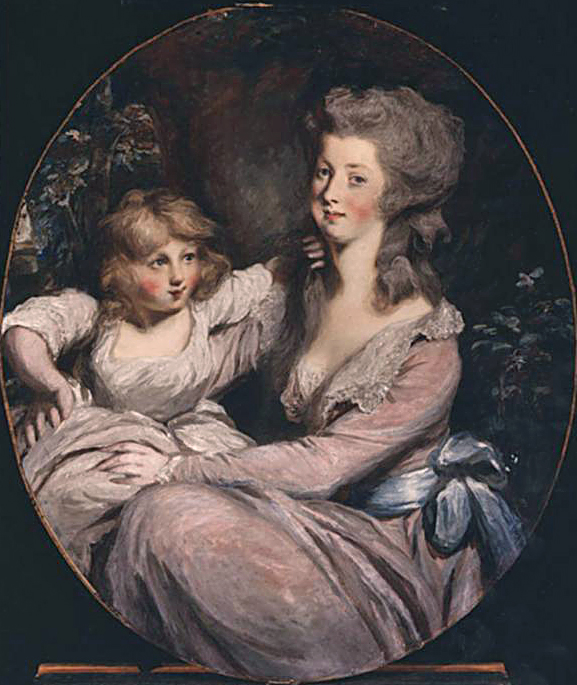
Peggy Shippen e la figlia Sofia ritratte da Sir Thomas Lawrence.

Arnold sposò in prime nozze Margaret Mansfield, dalla quale ebbe tre figli maschi:
- Benedict VI (1768–1795) (capitano dell'esercito britannico, morto in battaglia)
- Richard (1769–1847) (tenente)
- Henry (1772–1826)

Sposò poi in seconde nozze Peggy Shippen, dalla quale ebbe 4 figli maschi (tutti scelsero la carriera militare nell'esercito britannico) e una figlia:
- Edward Shippen (1780–1813) (tenente)
- James Robertson (1781–1854) (tenente generale)
- Sophia Matilda (1785–1828) (sposò un colonnello)
- George (1787–1828) (tenente colonnello)
- William Fitch (1794–1846) (capitano)

## Arnold nella memoria e nella cultura di massa

### Infamia negli Stati Uniti
I contributi di Arnold all'indipendenza americana sono ampiamente sotto-rappresentati nella cultura popolare statunitense e nel XIX secolo il suo nome è divenuto sinonimo di traditore. La demonizzazione di Arnold iniziò immediatamente dopo che il suo tradimento venne reso noto. Sono spesso invocati temi biblici sull'argomento; Benjamin Franklin scrisse che «...Giuda vendette solo un uomo, Arnold tre milioni», ed Alexander Scammell descrisse le azioni di Arnold come "nere come l'inferno". I primi biografi tentarono di raffigurare l'intera esistenza di Arnold secondo uno stile di vita moralmente discutibile e doppiogiochista.

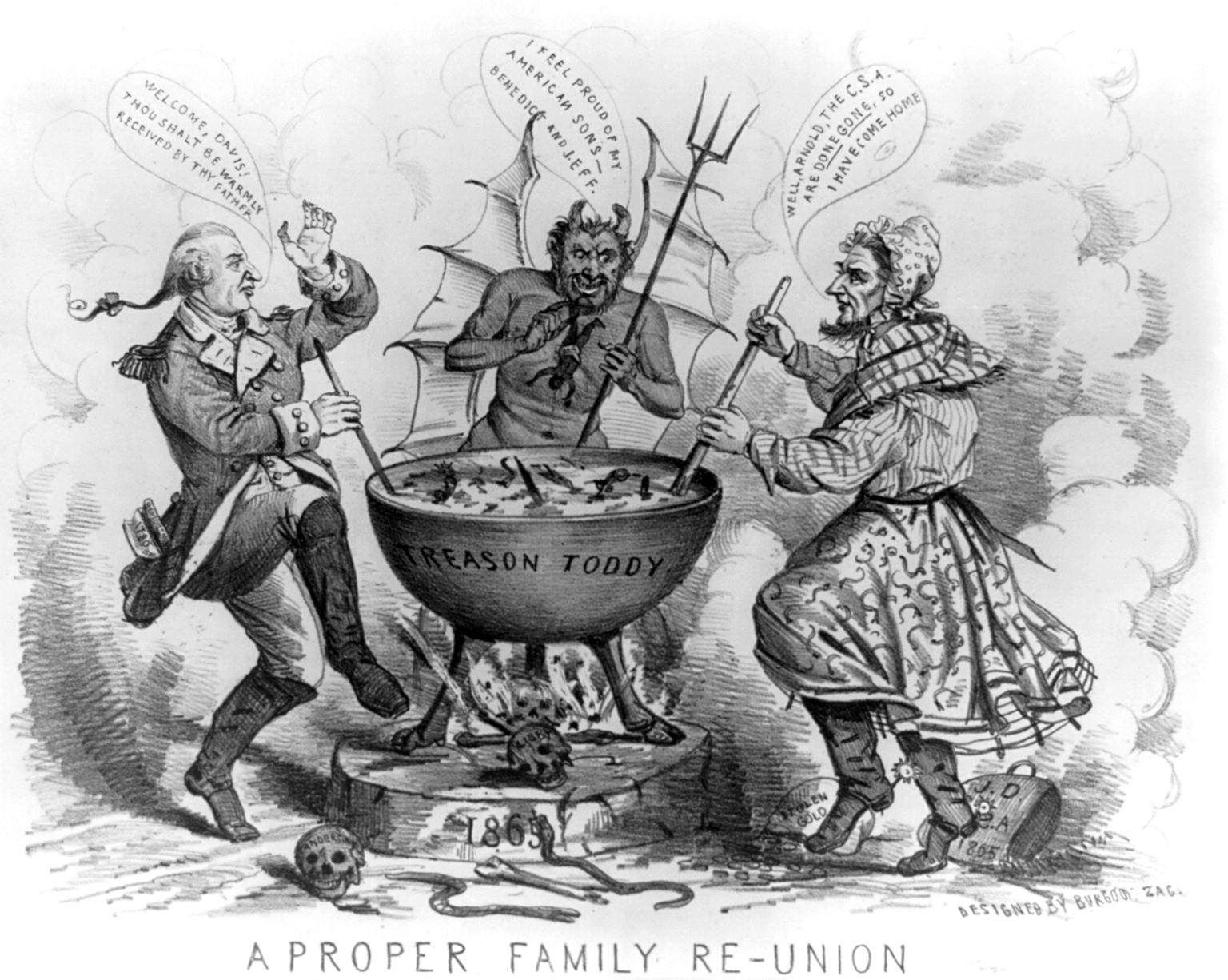
Una vignetta politica datata 1865 raffigurante Jefferson Davis e Benedict Arnold all'inferno.

La prima biografia completa di Arnold, The Life and Treason of Benedict Arnold, pubblicata nel 1832 dallo storico Jared Sparks, fu particolarmente dura nel mostrare come il carattere fedifrago di Arnold si fosse presumibilmente formato già dall'infanzia. George Canning Hill, il quale scrisse, nella metà del XIX secolo, una serie di biografie di stampo moralista, iniziò la sua biografia di Arnold datata 1865 con la frase «Benedict, il Traditore, nacque...». Lo storico sociale Brian Carso osserva che, con l'avanzare del XIX secolo, la storia del tradimento di Arnold veniva raffigurata con caratteristiche semi-mitiche, in quanto parte della storia della nascita della nazione.
Venne nuovamente invocata con il progredire dei conflitti intestini che caratterizzarono gli anni immediatamente precedenti allo scoppio della Guerra Civile Americana. Washington Irving utilizzò la storia del tradimento di Arnold in un'argomentazione contro lo smembramento dell'Unione nella sua opera Life of George Washington, datata 1857, sottolineando che solo l'unità del New England con gli stati del sud, che ha portato all'indipendenza, fu resa possibile in parte dal mantenimento della fortezza di West Point. Jefferson Davis, insieme ad altri leader secessionisti del sud, fu indecorosamente comparato ad Arnold, equiparando implicitamente ed esplicitamente l'idea della secessione con il tradimento. La testata Harper's Weekly pubblicò un articolo nel 1861, nel quale si descrivevano i leader degli Stati Confederati d'America come « [...] un manipolo di uomini alla direzione di questo tradimento colossale, al cui lato Benedict Arnold risplende, bianco come un santo.»
Richiami fittizi al nome di Benedict Arnold ebbero parimenti implicazioni negative. Un racconto per bambini di stampo moralistico intitolato The Cruel Boy (Il bambino crudele) era molto diffuso nel XIX secolo. Esso racconta la storia di un ragazzo che rubava le uova dai nidi, rimuoveva le ali agli insetti e s'impegnava in altri atti di crudeltà gratuita, il quale da grande divenne un traditore della patria. Il ragazzo non viene identificato fino alla fine della storia, quando il suo luogo di nascita è indicato essere Norwich, nello stato del Connecticut, ed il suo nome è citato come Benedict Arnold. Tuttavia non tutte le rappresentazioni della figura di Arnold erano così negative. Alcuni lavori teatrali del XIX secolo esploravano la sua natura duplice, con la finalità di comprenderla piuttosto che demonizzarla.
Il collegamento ideologico tra Arnold ed il tradimento proseguì nei secoli XX e XXI. In un episodio de La famiglia Brady, "Non tutti possono essere George Washington", viene assegnato a Peter il ruolo di Arnold nella recita scolastica e per questo motivo viene emarginato. In uno degli episodi speciali di Halloween de I Simpson, La paura fa novanta IV, Arnold fa parte della "giuria dei dannati" – insieme ad altre figure controverse quali John Wilkes Booth e Richard Nixon – con il compito di deliberare sulla proprietà dell'anima di Homer Simpson. Dan Gilbert, proprietario della squadra di basket professionistica Cleveland Cavaliers, ha fatto un subdolo riferimento ad Arnold nel 2010.
Contrariato per la decisione del giocatore LeBron James di lasciare la squadra, la compagnia di Gilbert ha abbassato il prezzo dei poster recanti l'immagine di LeBron a $17,41, facendo così un sottile riferimento all'anno di nascita di Benedict Arnold. Nel quindicesimo episodio della terza stagione di The Big Bang Theory, Sheldon usa Giuda e Benedict Arnold come esempi di traditori per colpevolizzare Leonard. Nel decimo episodio della prima stagione di Better Call Saul, James McGill cita Benedict Arnold come esempio di traditore. Romanzi ambientati durante la Guerra di Secessione Americana includono a volte il personaggio di Benedict Arnold. L'autore Kenneth Roberts, nella sua serie Arundel, lo raffigura in modo positivo, raccontando le sue campagne militari.
(Benedict Arnold in Due Fantagenitori, rifacendo il verso a George Washington)
Benedict Arnold appare nell'episodio 17-2 della seconda stagione del cartone animato Due fantagenitori, in cui il protagonista Timmy Turner ritorna all'epoca della firma della Dichiarazione di Indipendenza per impedire che Benedict Arnold, mascherato da George Washington, costringa John Hancock a firmare una "Dichiarazione di Arrendevolezza", con cui gli Stati Uniti si arrenderebbero al dominio britannico. In un episodio del cartone animato Ricreazione (ep. 8 stagione 3), la signorina Grotke tiene una lezione su Benedict Arnold, ad anticipare volontariamente il tema dell'episodio, dal momento che la compagnia di amici dovrà vedersela con un agente doppiogiochista. 

### In Canada
Gli storici canadesi hanno considerato Arnold una figura relativamente marginale. Le difficoltà da lui passate nel Nuovo Brunswick hanno portato gli storici a riassumere questo particolare periodo della sua vita come "pieno di controversie, risentimento e complicazioni legali" ed a concludere che era un personaggio sgradito sia agli statunitensi che ai Lealisti. Lo storico Barry Wilson afferma che i discendenti di Arnold s'insediarono stabilmente nel paese, divenendo pionieri non solo nell'Alto Canada, ma più tardi anche nelle terre più ad occidente, dove fondarono degli insediamenti a Saskatchewan. I suoi discendenti, specialmente quelli di John Sage, i quali adottarono il cognome Arnold, sono diffusi in tutto il Canada. La sua lunga giubba militare scarlatta di lana dell'esercito britannico, imbottita in cuoio, è tuttora posseduta dai suoi discendenti; nel 2001 era custodita in Saskatchewan. Si dice sia stata trasmessa di generazione in generazione all'uomo più anziano della famiglia.

### Valutazioni moderne
Benedict Arnold rimane un personaggio storico di grande interesse e la sua complessa personalità non si presta a valutazioni facili e definitive. Gli storici moderni variano ampiamente nei loro giudizi: Carl Van Doren sottolinea gli aspetti negativi, evidenziando la sua "audacia, astuzia, spregiudicatezza" e definendolo "lo Iago dei traditori"; Francis Jennings nella sua interpretazione eterodossa della Rivoluzione americana, riconosce il fascino personale del generale, il suo coraggio fisico, il suo impegno diretto senza risparmio nelle battaglie, ma nel complesso lo critica per la sua egoistica ricerca della gloria personale, la sua protervia, la sua mancanza di principi, la sua limitata competenza strategica, il suo arrivismo. Indro Montanelli definisce Arnold un "singolare miscuglio di vizi e virtù" e in pratica lo considera "un avventuriero" dotato di grande coraggio, capacità di improvvisazione, istinto tattico, ma totalmente privo di idealismo e patriottismo e soprattutto interessato al suo vantaggio personale.
Nel 1973 Brian Richard Boylan ha scritto un'opera dedicata a Benedict Arnold, The dark eagle, in cui giudica in modo molto favorevole le capacità di condottiero del generale pur senza minimizzare le pagine oscure della sua vita, mentre negli anni novanta anche William Sterne Randall e Claire Brandt hanno scritto ampie opere biografiche su Benedict Arnold nei quali cercano di equilibrare i giudizi sul generale. Randall descrive accuratamente le due fasi della sua carriera mentre la Brandt, insieme a un'interessante analisi psicologica del personaggio, loda le qualità militari di Arnold che non esita a definire "uno dei migliori se non il migliore generale combattente a disposizione di Washington". Nel 1997 James Kirby Martin ha scritto una nuova biografia di Arnold in cui si sofferma principalmente sulla sua carriera nell'esercito americano prima del tradimento mettendo in evidenza le positive qualità militari e le eccellenti doti di comando del "Annibale dell'America" come Arnold, con la tipica esagerazione autoreferenziale  statunitense, era stato soprannominato dopo la sua campagna canadese del 1775.

## Memoriali

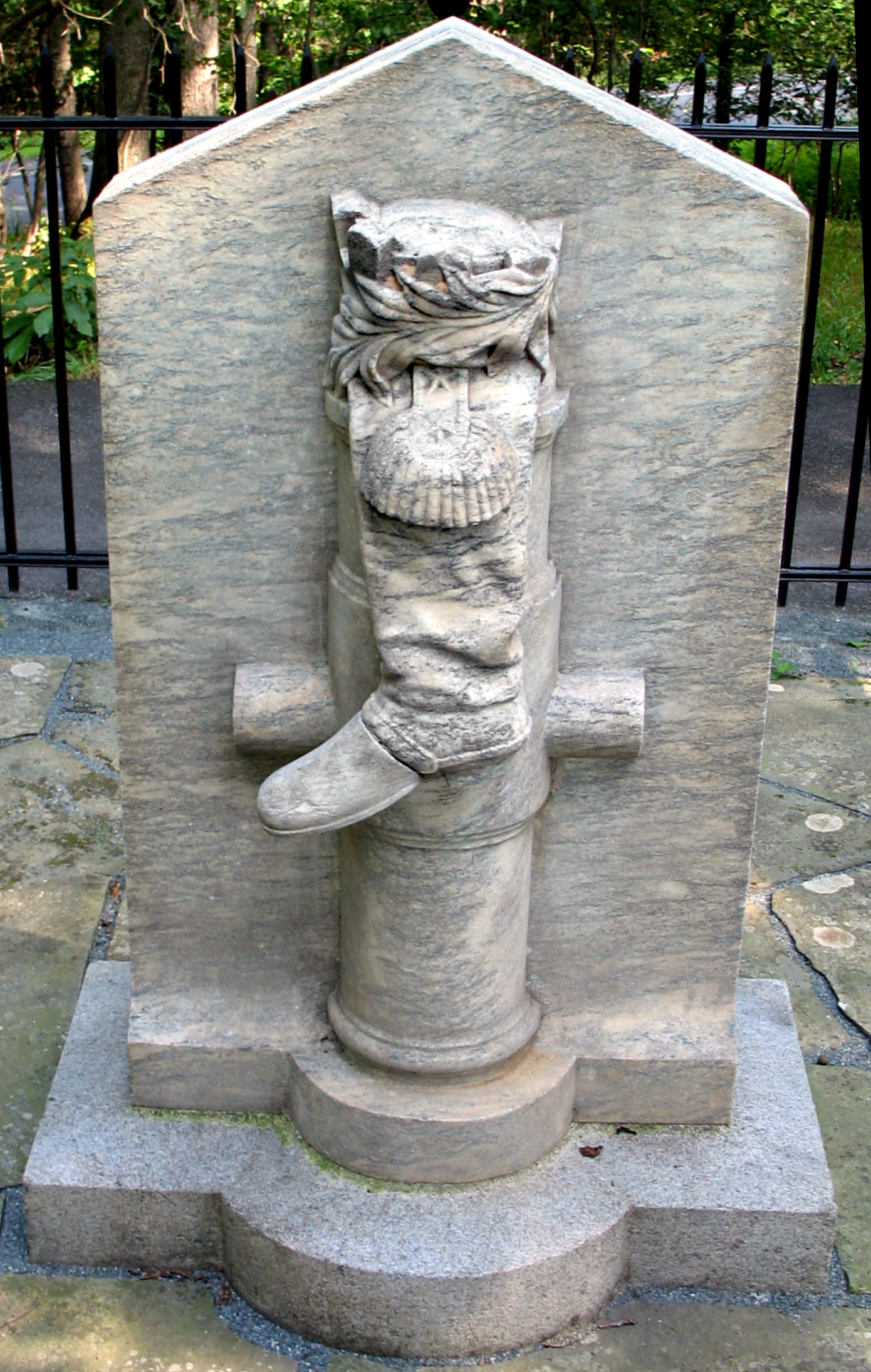
Il Boot Monument (Monumento dello Stivale) a Saratoga

Sul campo di battaglia di Saratoga è stato eretto un monumento ad Arnold, il quale però non riporta il suo nome. Oggigiorno esso è conservato all'interno del Saratoga National Historical Park. Donato dal Generale della Guerra di Secessione Americana, John Watts DePeyster, l'iscrizione sul Boot Monument (Monumento dello Stivale) reca: «In memoria del più brillante soldato dell'Esercito Continentale, il quale venne disperatamente ferito in questo luogo, vincendo per i suoi concittadini la battaglia decisiva della Rivoluzione Americana, e per sé stesso il rango di Maggior Generale.» Il monumento della vittoria a Saratoga ha quattro nicchie, tre delle quali sono occupate dalle statue dei Generali Gates, Schuyler, e Morgan. La quarta è vuota.
Sul terreno dell'Accademia Militare degli Stati Uniti a West Point vi sono placche commemorative di tutti i generali che hanno servito nella Rivoluzione. Una placca reca solamente un grado e una data ("Maggior Generale... nato nel 1740"), ma nessun nome. Un'iscrizione a Danvers, Massachusetts, commemora la spedizione in Québec guidata da Benedict Arnold nel 1775. Esistono altre iscrizioni storiche che riportano il nome di Arnold nella città di Moscow, Maine, sulla riva occidentale del Lago Champlain, nello stato di New York, e due a Skowhegan.
La casa dove Benedict Arnold visse al numero 62 di Gloucester Place in centro a Londra reca un'iscrizione che descrive Arnold come un "Patriota Americano." La chiesa dove fu sepolto, la St Mary's Church, Battersea, in Inghilterra, è dotata di una vetrata commemorativa rilegata in stagno, aggiunta tra il 1976 ed il 1982. Il club di facoltà alla Università del New Brunswick, Fredericton, contiene una "stanza Benedict Arnold", dove lettere originali scritte da Arnold sono state incorniciate ed appese ai muri.